# کیوساتو، هوکایدو
کیوساتو، هوکایدو (به لاتین: Kiyosato, Hokkaido) یک منطقهٔ مسکونی در ژاپن است که در Shari District واقع شده‌است. کیوساتو  ۴٬۸۱۸ نفر جمعیت دارد.